# Radosław Wiśniewski (przedsiębiorca)
Radosław Michał Wiśniewski (ur. 9 kwietnia 1971 w Koninie) – polski przedsiębiorca, lekarz, założyciel i prezes spółki Redan, twórca marki Top Secret.

## Życiorys
Radosław Wiśniewski urodził się w Koninie, lecz wychowywał i uczył się w Łodzi. Ukończył studia na Wydziale Lekarskim Akademii Medycznej w Łodzi, w trakcie których prowadził sklep i szwalnię oraz importował ubrania z Azji. Ukończył studia w Polsko-Amerykańskim Centrum Zarządzania – w ramach programu Uniwersytetu Marylandu w College Park i Uniwersytetu Łódzkiego, uzyskując tytuł zawodowy MBA.
W 1995 założył przedsiębiorstwo Redan, którego został większościowym akcjonariuszem oraz prezesem i stworzył markę Top Secret. Współtwórca, akcjonariusz i członek zarządu Real Development Group. Współtwórca Naprzód SA (obecnie pod firmą Rekeep Polska) oraz Hotele ADC sp. z o.o. W 2000 r. założył fundację Happy Kids prowadzącą sieć 17 rodzinnych domów dziecka w Polsce. Jest także założycielem i fundatorem Fundacji „Łódź”. W 2011 w plebiscycie Radia Łódź zdobył tytuł Łodzianina Roku. Członek Rady Fundacji „JiM”, oraz Rady ds. Przedsiębiorczości Uniwersytetu Łódzkiego.
W 2004 r. wg tygodnika Wprost zajmował 51. miejsce na liście najbogatszych Polaków z majątkiem 290 mln zł.

### Kontrowersje
W 2004 roku został zatrzymany pod zarzutem przekazania korzyści majątkowych funkcjonariuszom Służby Celnej. Działania spółki Radosława Wiśniewskiego zostały całkowicie zablokowane przez działających w ramach zorganizowanej grupy przestępczej funkcjonariuszy celnych. Wiśniewski przyznał się do wręczenia wymuszanych przez zorganizowaną grupę przestępczą korzyści majątkowych w wysokości 37 tys. USD i 25 tys. PLN. Następcze postępowania kontrolne potwierdziły brak zasadności blokowania działalności spółki i nadużycie władzy przez kontrolerów.

## Życie prywatne
Jego żoną jest, pochodząca z mniejszości chińskiej w Tajlandii, Piengjai Wiśniewska, z którą ma dwoje dzieci. Jego córką jest Aleksandra Wiśniewska – działaczka społeczna i posłanka na Sejm X kadencji, żona astronauty – Sławosza Uznańskiego.

## Wyróżnienia
- Finalista konkursu „Przedsiębiorca Roku – Entrepreneur of the Year” Ernst & Young (2004)[25][26],
- Tytuł Łodzianina Roku 2011[3],
- Medal 600-lecia Łodzi (2023)[27].